# Radio the Boom!
K-MIX Radio the Boom!（ケイミックス・レディオ・ザ・ブーン）は、静岡エフエム放送（K-MIX）が放送していたラジオ番組である。

## 概要
新静岡セノバ5階のサテライトスタジオ「view-st.Shizuoka"NOA"」からの生放送。
TOKYO FM制作の番組「SUZUKI presents KAT-TUN田口淳之介のTAG-TUNE DRIVING」が17:45より17:55まで内包されている。
「Boom」の読みは「ブーン」である。

## 出演者・スタッフ
パーソナリティ
- 高橋正純[5]

スタッフ
2013年3月時点。
- ディレクター：「ヌキチ（島ヌキチ）[6][7]」（月～水）、「レイニー川崎[8][9]」（木）
- AD：「生徒会長コバヤシ[10][11][12]」

過去のスタッフ
- ディレクター：「モリコ[13]」

## テーマ曲
- ジングル他：Sonny Jの「Disastro[14]」
- テーマ：The Go! Teamの「Bust-Out Brigade」
- エンディング：Mansfieldの「Birds of Paradise (Readymade Disco Mix)[15]」

## 番組の特徴
- リスナーのメッセージ、高橋のトーク、それらを引き立たせる効果音が特徴的である。
- 曜日ごとに「ポイントワード」と呼ばれるテーマワードが設定され、ファクス・電子メール・スタジオでの受け渡しによるリスナーからのメッセージと音楽、時折出演するゲストとのトークを中心に展開される。
- 水曜日は「Boom！オールリクエストデー」として毎週リクエストタイトルを設定し、極力リスナーからのリクエストに応えている[16]。
- K-MIXの番組にしては珍しくスタッフの名前がよく出てくる。
- 木曜日の本放送終了後の19:30頃より、Ustreamの生放送を実施。

## 歴史
- 2006年3月末 - ディレクター「モリコ」が番組を卒業。以後、後任の「ヌキチ」が月～木を担当。
- 2006年8月1日 - 番組初の出張生放送を浜名湖パルパルで行った。
- 2007年1月10日 - Vライブでの放送を開始[17]。
- 2007年3月19日 - 2度目の公開放送を三島市の日清プラザで行った。
- 2007年11月4日-11月8日 - 高橋正純の体力企画として1週間キャンプ生活とエコキャップ運動[18]が行われた。その間、キャンプサイト（K-MIX本社前）からインターネットラジオの放送が行われたが、本放送では到底放送できないほどの下ネタが飛び交っていた。
- 2009年5月11日 - 前日喉を痛めていた高橋が喉の不調を訴え、嗄れ声のまま放送を行った。放送中に状態が悪化し、エンディング近くには声が出なくなる一幕もあった。その後リスナーに対してお詫びのコメントを述べている。翌日からは徐々に快方に向かっている。
- 2009年12月22日 - スタジオのあった電電ビルにて停電が発生。BGMがないまま放送が始まった。停電の間は高橋のトークと、本社からの音源で放送は続けられた。
- 2013年3月10日 - 番組10周年記念商品であるオリジナル日本酒「甘十（かんじゅう）[19][20]」を先行販売。翌日より一般発売。
- 2013年3月11日 - 富士宮市（富士錦酒造株式会社）から静岡市（新静岡セノバ）までをマラソンする体力企画を実施。
- 2013年3月28日 - 番組終了。

## タイムテーブル（番組終了時）
- 16:00 - K-MIX HEADLINE NEWS
中日新聞ニュース。
- 16:03 - K-MIX Traffic & Weather Information
- 16:07頃 - オープニング
交通情報の終了時刻によりオープニングが分単位で前後することがある。
- 16:25 - 
月曜日：邦題選手権
火曜日：BACK TO ROOTS
水曜日：
木曜日：探検 発見 ぼくのまちソング
ご当地ソングを紹介する。
- 16:30 -
- 16:55 - K-MIX TRAFFIC & WEATHER INFORMATION
- 17:00 - Heart Beat TRAX
邦楽アルバムをアーティストのコメント付きで4日間に渡って紹介する。
- 17:05 - Boom！とれたて情報局
三面記事的な話題の紹介。「パーソナリティブログ」が紹介されることもある。
- 17:18 - K-MIX TRAFFIC INFORMATION
日本道路交通情報センターのアナウンサーとクロストークを行うことがある。
- 17:20 - しずおかデイリーメッセージ
- 17:25 - 
月曜日：入居さん　いらっしゃい
お題写真をつかってボケてもらう「頭のラジオ体操第一」、2つの物件を比べてどちらが高いかを当てるクイズコーナー「不動産どっちが高いde SHOW！！」、暮らしの中や不動産に関するトラブルを専門家を迎えて解決する「HOT 525」（法律ヲ教えてタモーレ525）の3コーナーを週替わりで送る。
火曜日：ズミのお悩みメッタキリン
人生相談レベルにならない小さ（過ぎる）悩みを高橋が「強引に」解決へ導く。時々キリンビールの西尾支社長[21]が顧問として登場する[22]。
水曜日：リザーブミュージック
リクエストテーマとは関係なく、届けたい人へのメッセージと共にリクエスト曲を紹介する。
木曜日：○○（ナントカ）ノバ
毎回出題するお題に対して意見を聞く「○○（ナントカ）ノバ」、ブーンのサークル活動の場。前半は新静岡セノバスタッフ生出演による「PRノバ」。後半はお題に対するメッセージを紹介し、毎回お店独自の商品をプレゼント。
- 17:35 -
- 17:45 - SUZUKI presents KAT-TUN 田口淳之介の TAG-TUNE DRIVING （TOKYO FM制作）
- 17:55 - K-MIX Traffic & Weather Information
- 18:00 - WEEKLY DISC
洋楽アルバムを4日間に渡って紹介する。
- 18:05 - 
火・木：ゲレンデインフォメーション
月・火・木：クイズ・ダーツdeドン！
高橋がスタジオ内でダーツを投げ、クイズを決める[23]。リスナーにボケ回答をメール、ファックスで募集・紹介するコーナー。毎回お約束のごとくフライング回答、問題がリスナーより届く。
- 18:20 - ブーン道館（第2・4火曜日）
一組のアーティストのライブ音源を紹介する。
- 18:45 - ラストナンバーリクエスト（月曜日）

付記
- 番組終了間際の数十秒〜分は各種「おめでとうメッセージ」（ほとんど伝言板状態）をあわただしく紹介して番組がクローズする。リクエストに応じ、高橋がモノマネ[24]で読み上げてくれる。何でもマルチにモノマネをするが、似ているかどうかは正直微妙である。
- 最後に「静岡じゃんけん」という意味不明なじゃんけんをすることがある。時間が余ったらやることが多い。しかもしっかり出さないで投げっぱなし状態で番組が終了する時がしばしばある。

## 過去のコーナー
- スポーツBoom！ダッシュ[25]
- ブレインバスター
- I-shotダイアリー[26]
- F1 pit in the Boom!
- 8耐!行きたい!無問題!!
- ゲレンデインフォメーション
- au Run & Talk
- ジーパン先生
- ゲレンデ番長
- 月間パンタマAWARD〜パンタマの感動したぁ〜[27]
- サイクルフェスティバル伊豆2009〜炎のサイクル野郎〜
- 教えて！ズミ教授
- 日本スポーツマスターズ2009 富士山静岡大会〜トレパン大先生〜
- BUONO BUONO! 〜メッシーワ イタリアーノ〜
- ぐりぱん先生とイエティーチャー
- ローソン マチのポストステーション
- 純ちゃんの じゅ〜んとやってみよう！
- Webしずおか インターネット・カフェ[28][29][30][31]
- すみやPOWER PICK UP![32]
- ニュースがわかる!!教えて照ちゃん（みやちゃん）!

## 備考
- サッカー王国、静岡県の番組であることに因み「今日もK-MIX Radio the Boom! KICK OFFです！」という掛け声により始まる[33]。
- 番組のジングルの歌詞は「Boom! Radio come together K-MIX Radio the Boom!」である[34]。
- かつて、「iショットダイアリー[35]」を使った写真日記をリアルタイムで更新していた[36]（webサイトと連動）。2007年10月より「パーソナリティブログ」に変更。
- かつて、番組の様子はVライブで見ることができた。「ラジオ劇団『小さな奇跡』」の時間帯と、放送終了後にはスタッフと自由にトークする姿が見られた。木曜日には、ジーパン先生で紹介できなかったネタを「Vパン先生」として読み上げていた。